# Marsilieni
Marsilieni – wieś w Rumunii, w okręgu Jałomica, w gminie Albești. W 2011 roku liczyła 590 mieszkańców.